# Lil' Fizz
Dreux Pierre Frédéric (Nueva Orleans, Luisiana, 26 de noviembre de 1985), más conocido por su nombre artístico Lil' Fizz, es un rapero, cantante, compositor y actor estadounidense, mejor conocido por haber sido el miembro más joven y rapero del grupo de R&B B2K. Anteriormente, protagonizó el programa de televisión Love & Hip Hop: Hollywood.

## Biografía
Frédéric nació en Nueva Orleans, Luisiana, y se crio en Los Ángeles, California. Él es de ascendencia criolla de Luisiana.

## Carrera
Conocido como el rapero principal del grupo, Lil' Fizz fue miembro de B2K desde 1998 hasta 2004. Después de que el grupo se disolvió, comenzó su carrera de rap en solitario. Su EP debut, Payday, fue lanzado el 17 de julio de 2007 en iTunes como descarga digital.
Se reconectó con su excompañero de B2K, J-Boog, y su viejo amigo y representante comercial Damuer H. Leffridge para lanzar un nuevo sello discográfico, Popular Entertainment. Bajo este sello lanzaron un EP de 5 canciones titulado Night Life, disponible para descarga digital en iTunes en septiembre de 2009.

## Vida personal
Tiene un hijo, Kameron, nacido en 2010, con Moniece Slaughter. Él y Slaughter han aparecido en Love & Hip Hop: Hollywood desde su comienzo en 2014.
En la temporada 6 (2019), Fizz reveló que estaba en una relación romántica con Apryl Jones, quien era miembro del elenco de Love & Hip Hop y exnovia y madre de los bebés de su compañero miembro de B2K, Omarion. A partir de 2020, él y Apryl terminaron su relación. Los problemas persistentes entre ambos se abordaron en VH1 Family Reunion: Love & Hip Hop Edition, que se filmó en 2020 durante la pandemia de COVID-19 y se emitió en 2021.
También apareció en Marriage Boot Camp: Hip-Hop Edition en 2019 con su novia de ese momento, Tiffany Campbell.

## Discografía

### Extended plays
- 2007: Payday
- 2009: Night Life (con J-Boog)

### Sencillos
- 2006: Fluid
- 2007: Beds (con Ray J)
- 2009: Bounce (con J-Boog)
- 2013: Becky
- 2014: Famous (con Fresco Kane)
- 2015: Good Lotion
- 2019: Mirror

## Filmografía

### Películas
- 2004: You Got Served – Rashann
- 2009: Steppin: The Movie – Jay
- 2014: Hype Nation 3D – Tommy
- 2022: Run Nixon - Dre[10]

### Televisión
- 2002: All That – invitado junto a B2K
- 2005: Pranksta (no emitido) – presentador
- 2005-2007: The War at Home – Taye
- 2014-2016 (papel principal), 2017-2019 (papel secundario): Love & Hip Hop: Hollywood en VH1
- 2019: All American (2 episodios, presentador)
- 2019-presente: Marriage Boot Camp en WE TV
- 2021: VH1 Family Reunion: Love & Hip Hop Edition en VH1